# Higher and Higher!
『Higher and Higher!』（ハイアー・アンド・ハイアー）は、DA PUMPの2枚目のオリジナル・アルバム。1999年7月28日に発売された。

## 概要
前作『EXPRESSION』から1年ぶりのオリジナル・アルバム。
収録トラックは全部で20だが、イントロ、インタールード、アウトロを合わせて計7トラック存在するため、実質13曲入りのアルバムとなっている。
既発シングル3曲を収録している。

## チャート成績
オリコンチャート2位を獲得した。
累計売上は約55.2万枚を記録した。

## パッケージ仕様
初回盤では三方背BOX仕様、豪華写真集が封入されている。

## 収録曲
全作詞：m.c.A・T／全作曲・編曲：富樫明生
1. intro -Higher and Higher!- (1:32)[1]
2. Joyful (4:32)[1]
  - 7thシングル
  - デサント「アスレチック・ウェア」CMソング
  - TBS系『くえない奴』エンディング・テーマ
3. You Can Understand -Share my world- (4:21)[1]
4. inter 1 "Beatbox"（inst.） (0:25)[1]
5. Crazy Beat Goes On!  (4:06)[1]
  - 8thシングル
  - サントリー「C.C.レモン」CMソング
  - TBS系『文舞両道』エンディングテーマ
6. inter 2 "Destiny"（inst.） (0:20)[1]
7. You are making Love&Dream (4:15)[1]
8. inter 3 "Friendship"（inst.） (0:28)[1]
9. Love&Friendship (4:17)[1]
10. Medicine of Love (4:32)[1]
  - 7thシングル「Joyful」カップリング
  - ブルボン「ストカジクラブ」CMソング
11. inter 4 "Okinawa"（inst.） (0:27)[1]
12. South Guys in Tokio (4:01)[1]
13. Summer Nervous (4:39)[1]
14. inter 5 "Night Life"（inst.） (0:24)[1]
15. All Night Long (3:45)[1]
16. Baby, Baby, Baby (3:43)[1]
  - 8thシングル「Crazy Beat Goes On!」カップリング
  - シャープミニディスクプレーヤー「MD-J」CMソング
17. Around The World (4:28)[1]
  - 6thシングル
  - シャープ「MD-J」CMソング
  - テレビ東京系『Gパラダイス』エンディングテーマ
18. Don' t Stop Lovin'! (4:22)[1]
19. inter 6 "Pray, promise, and..."（inst.） (0:34)[1]
20. Thinkin’ about you (4:14)[1]